# Vanessa Giácomo

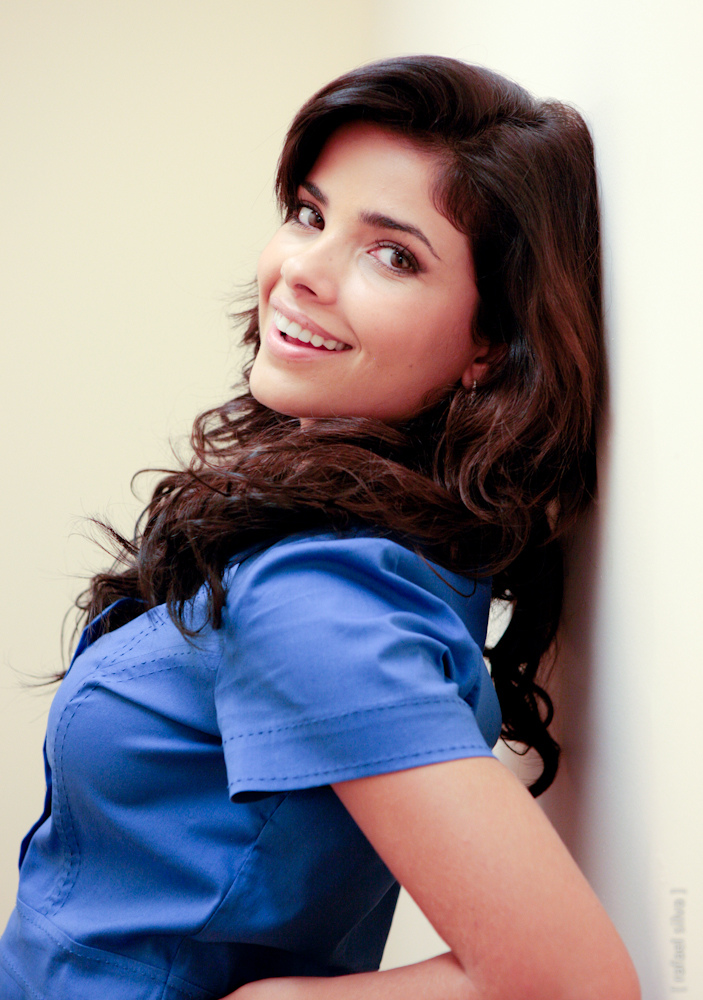
Vanessa Giácomo

Vanessa Mendes da Silva Lima (sinh ngày 29 tháng 3 năm 1983), thường được gọi là Vanessa Giácomo, là một nữ diễn viên người Brazil. Cô giành giải thưởng Nữ diễn viên đầy hứa hẹn nhất (Melhor Atriz Revelação) tại Priemio Contigo 2005, với vở kịch Cabocla (2004), và được đề cử giải Nữ diễn viên xuất sắc nhất (Melhor Atriz de Cinema) tại rạp chiếu phim Prêmio Contigo de Cinema năm 2006 cho bộ phim  Canta Maria (2006).

## Sự nghiệp
Giácomo đã xuất hiện trên truyền hình tại vở kịch Cabocla năm 2004 ở tuổi 20, nơi cô gặp và yêu diễn viên Daniel de Oliveira. Cô xuất hiện với Eriberto Leão ở Sinhá Moça năm 2006. Cô và Oliveira kết hôn và cô sinh con trai đầu tiên vào tháng 1 năm 2008. Cô tiếp tục công việc sau khi sinh, quay phim O Menino da Porteira với ca sĩ Daniel, và nhận được lời đề nghị tham gia trong một bộ phim về Jean Charles de Menezes, một người Brazil bị nhầm lẫn với một tên khủng bố và bị cảnh sát bắn chết tại London năm 2005. Việc quay phim diễn ra tại London trong năm 2008.

## Liên kết ngo
- Vanessa Giácomo trên IMDb